# Blacometeorus brevicauda
Blacometeorus brevicauda är en stekelart som först beskrevs av Hellen 1958.  Blacometeorus brevicauda ingår i släktet Blacometeorus och familjen bracksteklar. Inga underarter finns listade.